# Pittsville (Maryland)
Pittsville es un pueblo ubicado en el condado de Wicomico en el estado estadounidense de Maryland. En el año 2010 tenía una población de 1417 habitantes y una densidad poblacional de 314,89 personas por km².

## Geografía
Pittsville se encuentra ubicado en las coordenadas 38°23′41″N 75°24′33″O / 38.39472, -75.40917.

## Demografía
Según la Oficina del Censo en 2000 los ingresos medios por hogar en la localidad eran de $32.500 y los ingresos medios por familia eran $39.375. Los hombres tenían unos ingresos medios de $31.141 frente a los $20.759 para las mujeres. La renta per cápita para la localidad era de $15.966. Alrededor del 9,3% de la población estaba por debajo del umbral de pobreza.